# 心包積血
心包積血是指心脏旁心包膜腔中積有血液，在临床上类似心包积液，視其體積大小與惡化速度，可能引起心包填塞。

## 症狀
心包積血的常見症状包括呼吸困难，异常快速呼吸和疲倦，但這每個徵象都可能代表严重的医疗状况，並不仅限于血包積血。 許多病人還訴有胸部的壓迫感與心跳异常快速。

## 原因
心包積血有許多原因，例如胸部外伤，心肌梗塞后心室壁破裂，A型主動脈剝離導致出血进入心包囊，以及心臟之侵入性治療導致的并发症。 有報告急性白血病是病因。 也有報告抗凝劑副作用導致心包積血。開立药物时应告知病人此風險。

## 机轉
它通常始于血液積聚於心脏后方的心包囊，最终扩展而包围整个心脏。 然后，液体积聚导致心包囊内的压力增加。如果压力超過心脏的心内压，就可能壓迫鄰近的心脏腔室，此情形称为心包填塞，如果不及时诊断和治疗，可能致命。心包填塞的早期迹象包括心室收缩期右心房内翻，接著在舒張期壓迫右心室出口。
也有报道指出血心病是原发性血小板增多症的最初表现。

## 诊断
可以由心臟超音波檢查得到诊断。 胸部X光检查可能發現心脏扩大。其他可观察到的徵象包括心搏過速，颈静脉扩张，血压低和奇脉。

## 治疗
心包積血通常以心包膜穿刺放液術（pericardiocentesis）治疗，這是用针从心包囊抽除液体。 通常使用一个8厘米，18号针头，插入剑突和左肋缘之间，直到进入心包囊，以將液體抽出。常将导管留在心包中以继续排出所有残留的液体。 心包積血消失後可以移除導管，但還是必須解决根本原因，例如抗凝劑过量，以免復發。
心包積血如导致心包填塞，如果不及时治疗，可能致命。有一项研究指出，在非癌症導致的心包填塞中有13.3％的病人死亡。

## 最近的研究
最近的研究顯示，原发性血小板增生症患者可能发生心包積血，尽管这种情况相當罕見。 在抗凝劑過量的患者中更常见。 不管引起心包积血的潜在原因是什么，最佳治療仍是心包膜穿刺放液術。